# Sarotherodon nigripinnis nigripinnis
Sarotherodon nigripinnis nigripinnis is een ondersoort van de straalvinnige vissen uit de familie van de cichliden (Cichlidae). De wetenschappelijke naam van de soort is voor het eerst geldig gepubliceerd in 1861 door Guichenot.